# Szaragoł
Szaragoł (ros. Шарагол) – wieś w Rosji, w Buriacji, w rejonie kiachtyńskim. W 2010 liczyła 472 mieszkańców.